# National Football League 1932
La stagione NFL 1932 fu la 13ª stagione sportiva della National Football League, la massima lega professionistica statunitense di football americano. La stagione iniziò il 18 settembre e si concluse il 18 dicembre 1932 al Chicago Stadium con lo spareggio tra le due prime classificate a pari merito per determinare il vincitore del campionato. Lo spareggio venne vinto dai Bears al Chicago Stadium per 9 a 0.
Prima dell'inizio della stagione, si unì alla lega la squadra dei Boston Braves, mentre la abbandonarono i Providence Steam Rollers, i Cleveland Indians ed i Frankford Yellow Jackets,

## La stagione
La prima partita della stagione fu giocata il 18 settembre 1932, mentre l'ultima venne disputata l'11 dicembre.

### Risultati della stagione
- V = Vittorie, S = Sconfitte, P = Pareggi, PCT = Percentuale di vittorie, PF = Punti Fatti, PS = Punti Subiti
- Nota: nelle stagioni precedenti al 1972 i pareggi non venivano conteggiati nel calcolo della percentuale di vittorie.

| National Football League |    |   |   |     |     |     |
| Squadra                  | V  | S | P | PCT | PF  | PS  |
| Chicago Bears            | 6  | 1 | 6 | 857 | 160 | 44  |
| Portsmouth Spartans      | 6  | 1 | 4 | 857 | 116 | 71  |
| Green Bay Packers        | 10 | 3 | 1 | 769 | 152 | 63  |
| Boston Braves            | 4  | 4 | 2 | 500 | 55  | 79  |
| New York Giants          | 4  | 6 | 2 | 400 | 93  | 113 |
| Brooklyn Dodgers         | 3  | 9 | 0 | 250 | 63  | 131 |
| Chicago Cardinals        | 2  | 6 | 2 | 250 | 72  | 114 |
| Staten Island Stapletons | 2  | 7 | 3 | 222 | 77  | 173 |

## Lo spareggio finale
Al termine della stagione regolare le prime due squadre classificate, i Bears e gli Spartans disputarono una partita di spareggio il 18 dicembre 1932 al Chicago Stadium per determinare il vincitore del campionato. Lo spareggio venne vinto dai Bears per 9 a 0.

## Vincitore
| Vincitori del campionato NFL 1932 Chicago Bears 2º titolo |